# EXCITING MINI
『EXCITING MINI』（エキサイティング・ミニ）は、EARTHSHAKERのミニ・アルバム。本項では『EXCITING MINI 2』（エキサイティング・ミニ・ツー）についても触れる。

## EXCITING MINI

### 概要
3曲目と4曲目は、1984年3月18日に渋谷公会堂で開催された「ON TOUR '84 FUGITIVE」のライブ音源である。
1983年のアルバム『FUGITIVE』の2010年リマスター盤に、ボーナス・トラックとして収録された。
2017年11月8日には、Blu-spec CD仕様で再発売した。

### 収録曲
1. MORE
2. RADIO MAGIC
3. 記憶の中 (LIVE)
4. FUGITIVE (LIVE)

## EXCITING MINI 2

### 概要
収録曲の「LOVE DREAMER」は、デビュー前から存在していた重要曲であり、メンバーは大事にしていた。また、「TAKE MY HEART」は、ベーシストの甲斐貴之がボーカルを担当している。
1985年のアルバム『PASSION』の2010年リマスター盤に、ボーナス・トラックとして収録された。
2017年11月8日には、Blu-spec CD仕様で再発売した。

### 収録曲
1. LOVE DREAMER
  - 作詞・作曲：西田昌史
2. TAKE MY HEART
  - 作詞・作曲：甲斐貴之
3. 夢の果てを (REMIX VERSION)
4. WALL (REMIX VERSION)